# Näin minusta tuli ihminen
Näin minusta tuli ihminen è il terzo album in studio della cantante finlandese Suvi Isotalo, pubblicato il 7 febbraio 2014 su etichetta discografica Sound of Finland.

## Tracce
1. Näin minusta tuli ihminen – 2:58
2. Yksi – 4:47
3. Uusi – 3:55
4. Olen aina sun – 2:38
5. Tokoin unelma – 3:06
6. Kuunpimennys – 3:54
7. Tunnit – 3:55
8. Vapaa – 5:05
9. Äidille – 3:40
10. Elämä saa jatkua – 3:11

## Classifiche
| Classifica (2012) | Posizione massima |
| ----------------- | ----------------- |
| Finlandia         | 41                |